# 太原奇案
太原奇案，清末四大奇案之一，因案情曲折離奇，歷久不衰，近世皆有劇本電影演出。

## 太原奇案始末
清末道光年間，太原有一富翁張百萬，育有兩女，其二女張玉珠早與曹文璜訂下婚約，但由於曹文璜家道中落，張百萬將張玉珠改許配與一個姚姓大戶。但張玉珠鍾愛曹文璜，於是兩人私奔，並前往投靠交城縣令友人陳砥節，途經一間豆腐舖，得豆腐舖莫姓老漢同情及借出毛驢幫助逃走。
張百萬發現張玉珠失蹤後，誤以為張玉珠在大女張金珠處，前往張金珠家裡。原來張金珠與和尚有染，正想魚水之歡，知悉父親到來慌亂之下讓和尚藏身衣櫃。張百萬誤以藏身衣櫃內是張玉珠，於是將衣櫃抬走，後來發現藏身於衣櫃內的是一名和尚，當時和尚已昏暈，張百萬誤以和尚已死，於是替和尚換上張玉珠衣衫，揚言張玉珠已病死，之後將和尚送上靈堂。
其後，和尚甦醒逃去，又經過莫姓老漢的豆腐舖，於此處換回衣服。原來此和尚乃一名花和尚，不久因調戲有夫之婦，遭婦人丈夫吳屠戶殺死，並將其棄屍於井內。
張家靈堂走屍，加上和尚命案，兩案一時全城沸騰。陽曲縣令楊重民遂開堂公審，因聞說和尚原身上衣物在豆腐舖發現，鑑於事件轟動，楊重民為求早日結案，草率將莫姓老漢視為兇手，並屈打成招，上報刑部以結案。
至於吳屠戶殺死和尚後，打算搬往晉祠，途中遇上曹文璜，吳屠戶酒後向曹文璜洩露他為和尚命案中真正凶手。
曹文璜返到太原，打算將毛驢歸還莫姓老漢，始知他遭誣陷，遂替莫老漢申冤，豈料縣令楊重民得悉錯判後，反誣陷曹文璜為幫凶。
張玉珠的丫環秀香在探監時得知事件真相之後，於是就趕赴交城尋訪張玉珠，其時張玉珠投靠的陳砥節正巧升任山西提刑按察司，兩案終於真相大白。

## 衍生作品
- 電視劇
  - 衙門口兒
  - 清末四大奇案（1986年香港電視劇）：太原奇案
  - 中國民間故事（1993年台視週末單元劇）：太原奇案